# فدج

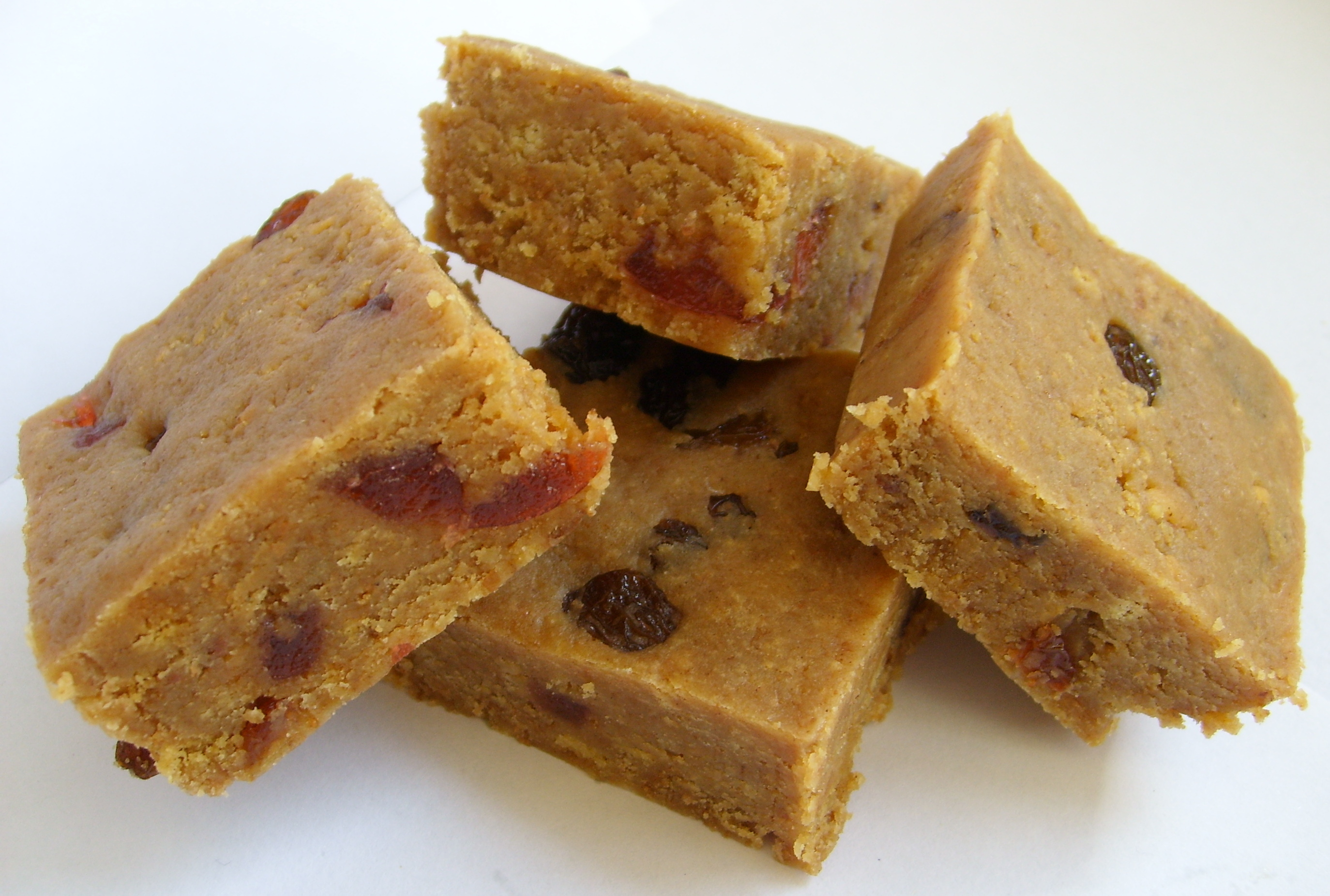
مربعات الفَدْج محشوة بقطع الفواكه.

الفَدْج (بالإنجليزية: Fudge)‏ هو نوع من الحلويات الغربية التي عادة ما تكون حلوة وغنية. يتم فيها خلط السكر والزبدة والحليب، ومن ثم التدفئة لتصل إلى مرحلة الليونة، ثم ضرب الخليط عندما يبرد حتى يصبح سلس في التشكيل والاستخدام. يمكن إضافة العديد من المنكهات له مثل الشيكولاتة.

## الأصل التاريخي
تعود أقدم وصفات صنع حلوى الفَدْج إلى ثمانينيات القرن التاسع عشر في الولايات المتحدة الأمريكية وازدادت شعبيتها بسبب انخفاض تكلفة السكر الأبيض المكرر وسهولة تحضيرها في المنزل حيث لا تحتاج إلى معدات وأدوات خاصة. كانت صناعة الفَدْج شائعة في كليات البنات بعد أن أدخلتها إحدى الطالبات إلى كلية فاسار في نيويورك عام 1888 وباعت منها نحو 14 كيلوغرامًا، ثم بدأت محلات الهدايا تبيعها في الأماكن السياحية مثل جزيرة ماكيناك في ولاية ميشيغان.

## التحضير

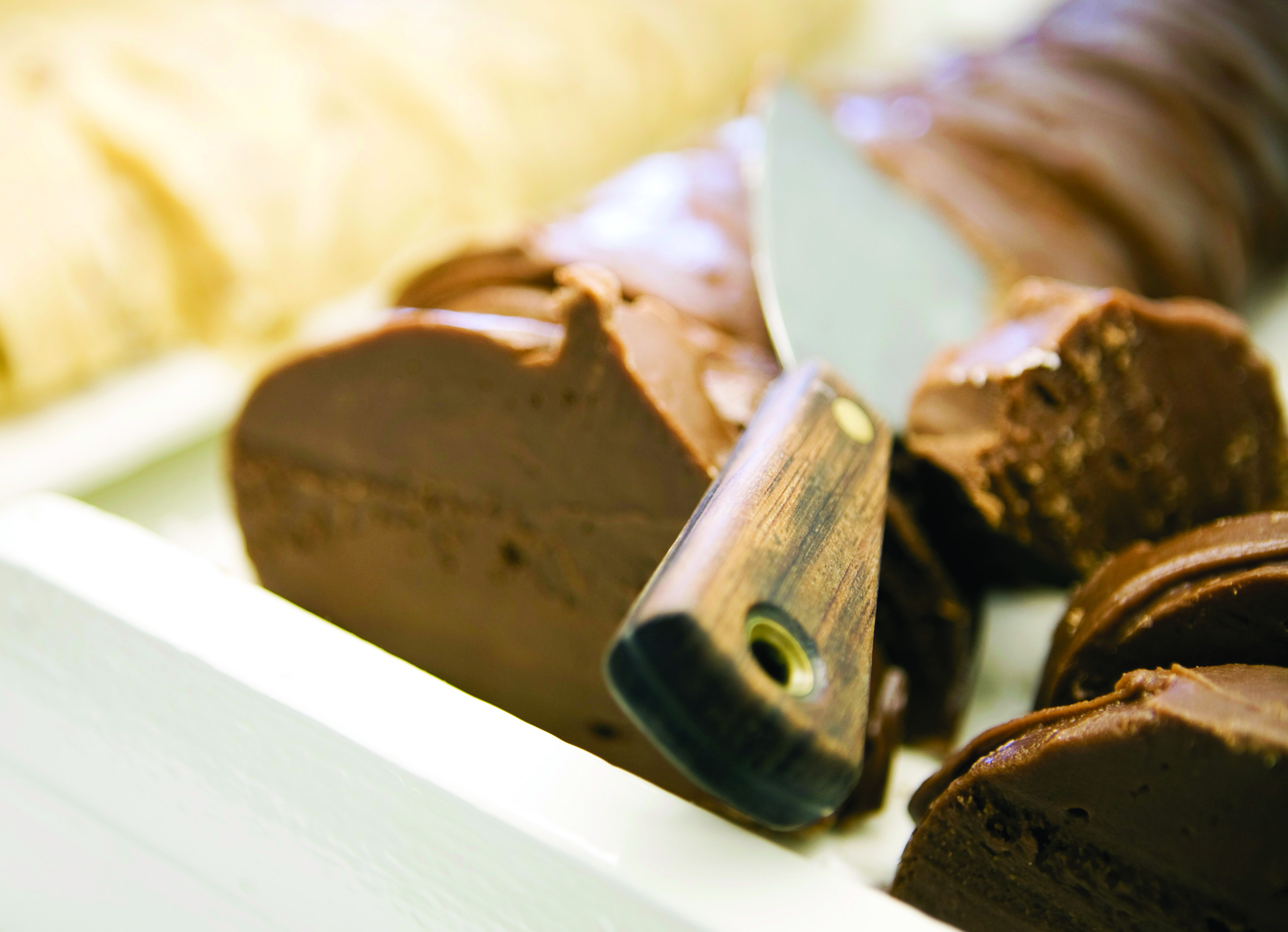
تم صنع فدج الشوكولاتة على طاولة من الرخام.

تحضر حلوى الفَدْج بخلط السكر مع الزبد والحليب معًا في إناء ثم يسخن الخليط عند 116 درجة مئوية مع الاستمرار في التقليب والخفق حتى يتبلر السكر ويصبح القوام سميكًا بما يكفي. يعد ضبط معدل تبلر محلول السكر هو المفتاح لصنع حلوى فَدْج ذات قوام مثالي، لذا يضاف شراب الذرة المحتوي على سكريات أحادية مثل الجلوكوز، والفركتوز، والمالتوز والتي تتفاعل مع جزيئات السكروز وتساعد على منع التبلور المبكر. ثم يُصب الخليط الدافئ على لوح من الرخام لتبريده وتشكيله. تضاف أحيانًا حشوات من الفواكه، أو المكسرات، أو الشوكولاتة، أو الكراميل أو زبدة الفول السوداني، أو شراب الرم إلى الفَدْج عند التشكيل، وقد تضاف بعض المنكهات مثل الفانيليا.

## الشعبية وأماكن الانتشار

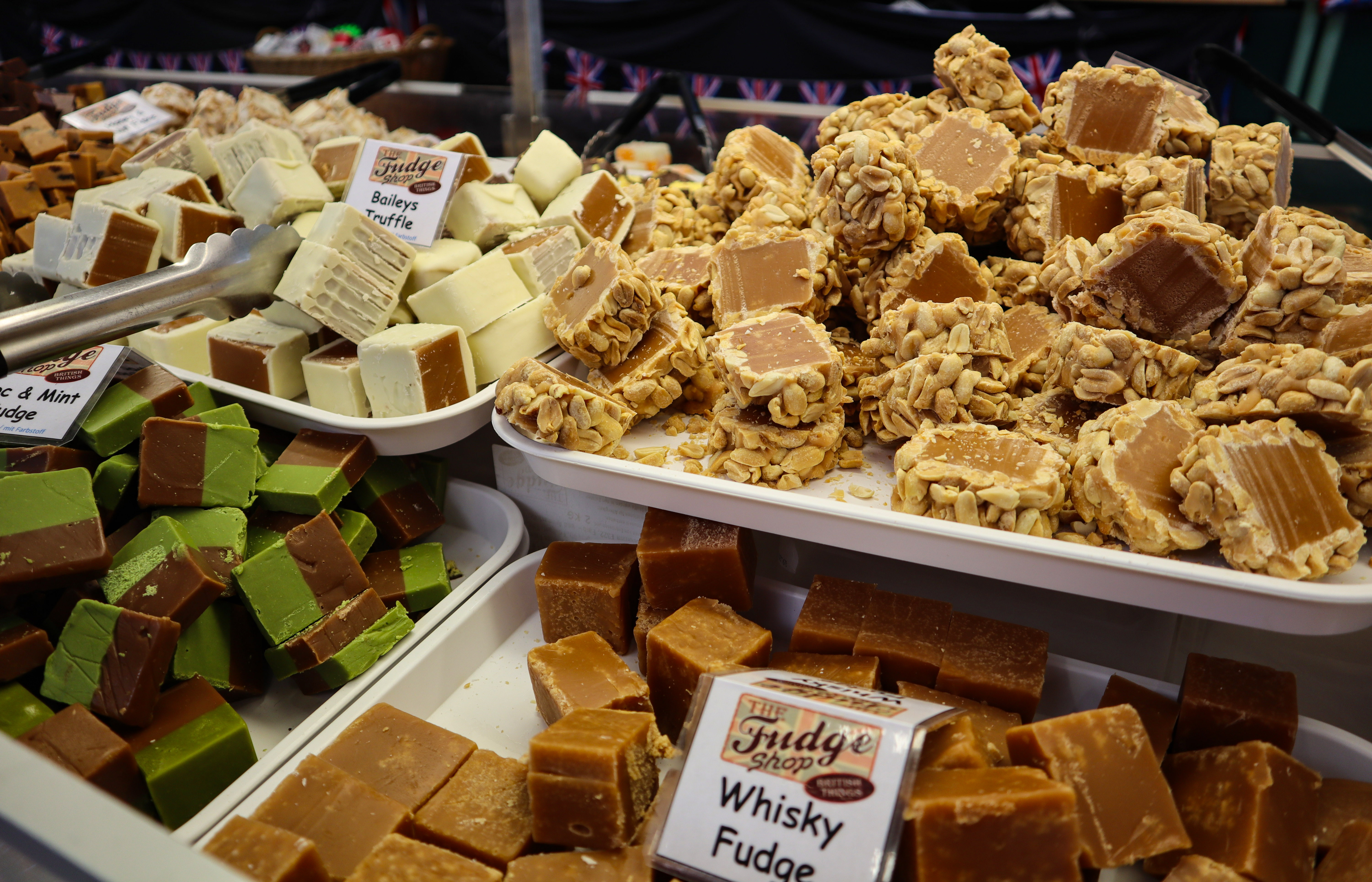
حلوى فَدْج متنوعة

ينتشر في نيو إنجلاند وبعض ولايات الجنوب الأمريكي نوع من حلوى الفَدْج يطلق عليها حلوى البينوشي، وتصنع من السكر البني بدلًا من السكر الأبيض، وتتشابه مع حلوى البرالين التي تكون محشوة بالمكسرات عادة بدلًا من الشوكولاتة.
يتشابه الفَدْج أيضًا مع حلوى السكوتس الأسكتلندية.
يصنع صوص الفَدْج الساخن في الولايات المتحدة الأمريكية وكندا بنفس مكونات الفَدْج مع استبدال الزبد بالكريمة الثقيلة ويكون أقل لزوجة، ويضاف إلى الآيس كريم.
حلوى الفَدْج معروفة أيضًا في دول أمريكا اللاتينية، وتعرف في كوبا بكريمة الحليب، وفي فنزويلا يطلق عليها العامة الحلوى مزيلة الأسنان.

## وصلات خارجية
- علوم الحلوى: الفَدْج.